# Érudit (lloc web)
Érudit és un lloc web fundat el 1998 per l'Érudit Consortium que serveix com a plataforma on s'agreguen revistes i altres publicacions francòfones nord-americanes d'humanitats i ciències socials. Les publicacions provenen d'acords amb unes 150 editorials. El consorci universitari que el gestiona està format per Université de Montréal, la Université Laval i la Université du Québec à Montréal.
Inicialment es va fer l'acord entre Érudit Consortium i Canadian Research Knowledge Network (CRKN) de 2008 fins a 2013. El 2014 es canvià l'acord per una relació de socis col·laborativa, la qual des d'aleshores facilita la transformació d'aquestes revistes a l'accés obert.